# 스크림 (1996년 영화)
《스크림》(영어: Scream)은 1996년에 개봉한 미국의 슬래셔 영화이다. 케빈 윌리엄슨이 쓴 각본을 바탕으로 웨스 크레이븐이 연출하였으며, 데이비드 아켓, 네브 캠벨, 코트니 콕스, 매슈 릴러드, 로즈 맥가윈, 스키트 얼리치, 드루 배리모어 등이 출연하였다.
윌리엄슨은 플로리다주 게인즈빌에서 4일간 대학생 5명을 살해하는 등 연쇄 살인을 벌인 대니 롤링에게서 영감을 얻어 각본을 썼으며, 《할로윈》(1978), 《13일의 금요일》(1980), 《나이트메어》(1984)를 통해 인기를 얻게 된 슬래셔 장르의 클리셰를 풍자하였다.
본 촬영은 1996년 4월에서 6월 사이에 이뤄졌다.
1996년 12월 20일 디멘션 필름스에서 배급을 맡아 미국에서 개봉하였으며 첫 주에는 실망스러운 결과를 거두었다. 그러나 입소문으로 전파되면서 반등해 1997년도 흥행에 가장 성공한 영화들 중 하나가 되었으며 1990년대 초반 인기를 잃어가던 공포 영화 장르가 새롭게 인기를 얻어 부활하는 데 기여하였다고 평가된다.
1997년 속편 《스크림 2》가 개봉하였다.

## 줄거리
캘리포니아주에 위치한 가상 마을 우즈버러. 고등학생 시드니 프레스콧은 일 년 전 어머니가 강간 살해된 일을 아직 극복하지 못해 힘들어하고 있다. 어머니 기일이 다가오는 가운데 공포 영화에 대해 잘 알고 있는 가면을 쓴 연쇄 살인마 일명 고스트페이스가 주민들을 덮치기 시작한다.

## 출연진
- 데이비드 아켓 - 드와이트 “듀이” 라일리 역
- 네브 캠벨 - 시드니 프레스콧 역
- 코트니 콕스 - 게일 웨더스 역
- 매슈 릴러드 - 스튜어트 “스튜” 마커 역
- 로즈 맥가윈 - 테이텀 라일리 역
- 스키트 얼리치 - 빌리 루미스 역
- 제이미 케네디 - 랜디 미크스 역
- W. 얼 브라운 - 케니 역
- 조지프 휩 - 버크 보안관 역
- 리에브 슈라이버 - 코튼 위어리 역
- 드루 배리모어 - 케이시 베커 역
- 로저 L. 잭슨 - 고스트페이스(목소리) 역
- 케빈 패트릭 월스 - 스티브 오스 역
- 로런스 헥트 - 닐 프레스콧 역
- 린 맥리 - 모린 프레스콧 역
- C. W. 모건 - 행크 루미스 역
- 프랜시스 리 매케인 - 라일리 부인 역
- 리어노라 셸포 - 화장실의 치어리더 역
- 헨리 윙클러 - 아서 힘브리 교장 역
- 린다 블레어 - 기자 역
- 웨스 크레이븐 - 청소부 프레디 역

## 제작

### 촬영
본 촬영은 1996년 4월 15일 시작되어 6월 14일 마무리되었다.

## 속편
- 스크림 2 (1997)
- 스크림 3 (2000)
- 스크림 4 (2011)
- 스크림 5 (2022)
- 스크림 6 (2023)

## 우리말 녹음
MBC 성우진 (2000년 7월 29일)
- 윤성혜 - 시드니 프레스콧(네브 캠벨)
- 안지환 - 빌리 루미스(스키트 얼리치)
- 김서영 - 게일 웨더스(코트니 콕스)
- 권혁수 - 듀이 라일리(데이비드 아켓)
- 조예신 - 테이텀 라일리(로즈 맥가윈)
- 최원형 - 스튜 마커(매슈 릴러드)
- 김호성 - 랜디 미크스(제이미 케네디)
- 김아영 - 케이시 베커(드루 배리모어)
- 이성
- 최상기
- 이종오
- 황윤걸
- 김수희
- 박조호
- 윤복성
- 채의진
- 최한
- 표영재
- 이자옥